# The Metal Opera Part II
The Metal Opera Part II ist das zweite Album der deutschen Metal-Oper Avantasia, das am 29. Oktober 2002 erschien. Das Projekt wurde von Tobias Sammet, dem Sänger der Power-Metal-Band Edguy initiiert. Er schrieb auch alle Lieder und Texte. Inhaltlich knüpft das Album an The Metal Opera an.
Das auffälligste Stück ist der Opener, The Seven Angels. Diese Komposition erstreckt sich über 14 Minuten Spieldauer und beinhaltet unter anderem einen „klassischen“ Strophe/Refrain-Teil, zwei Gitarrensoli, Chöre, eine Gesangspassage mit Klavierbegleitung und ein bombastisches Finale. In diesem Teil ist auch der berühmte Johann-Pachelbel-Kanon enthalten, der sich harmonisch in den Schluss einfügt. Sieben der elf Sänger wirken daran mit.

## Handlungszusammenfassung
Gabriel ist noch nicht zufrieden. Er will mehr über Avantasia erfahren, deshalb schickt Elderane ihn zum Baum des Wissens. Dort hat Gabriel eine Vision von Bruder Jakob, der in einem flammenden See Schmerzen erleidet. Elderane erzählt ihm von einem großen goldenen Kelch in den Katakomben unter Rom, in dem zahllose gequälte Seelen gefangen sind, und warnt ihn vor der Bestie, die diesen Kelch bewacht. Aber Gabriel lässt sich nicht abhalten und begibt sich zusammen mit Regrin zurück in die materielle Welt. Sie finden den Kelch und stoßen ihn um, sodass viele Seelen freikommen. Doch das Biest erwacht zum Leben und greift die beiden an. Der Zwerg fällt ihm zum Opfer, Gabriel kann fliehen.
Gabriel kehrt zurück zu Vandroiy, der auf ihn gewartet hat. Dieser hält nun Wort und dringt nachts ins Gefängnis ein, um Anna zu befreien. Dort findet er einen „geläuterten“ Bruder Jakob vor, der dasselbe vorhat. Doch sie werden gesehen, und Falk von Kronberg eilt herbei, um sie zu verhaften. Es entbrennt ein Kampf, in dem von Kronberg zuerst Vandroiy tötet und dann von Jakob erschlagen wird. Anna entkommt und macht sich zusammen mit Gabriel auf den Weg – ins Unbekannte.

## Religion inThe Metal Opera Part II
Das Christentum bzw. die katholische Kirche spielt eine große Rolle in der Handlung. Kirchenmänner wie Clemens VIII. (im Jahre 1602 war tatsächlich ein Mann dieses Namens Papst) werden als Menschen charakterisiert, die meinen, das alleinige Anrecht auf die Wahrheit zu haben und das „gemeine Volk“ zu deren eigenen Besten unwissend halten zu müssen, selbst aber aus Verblendung die Wahrheit nicht erkennen. Solche Kritik taucht in Sammets Werken immer wieder auf; Edguy-Titel wie The Kingdom (1996) und Theater of Salvation (1999) sprechen eine ähnliche Sprache.
An einigen Stellen verwendet Sammet Begriffe und Bilder aus Christentum bzw. Kirche in seinen Texten:
- Die sieben Engel (The Seven Angels): Nach der Öffnung des siebten Siegels (s. o.) läuten sie mit ihren Posaunen den Untergang der Welt ein (Offb 8,6 EU).
- Die scharlachrote Hure (The Seven Angels; im Text "Babylon the scarlet whore has come"): In der Apokalypse erscheint die sündenhafte Stadt Babylon in dieser Gestalt (Offb 17,4 EU).
- Gnosis: Erleuchtung, mystisches Wissen
- Malleus Maleficarum: Ein Buch über die Hexenverfolgung (deutscher Titel: Hexenhammer).

## Lieder
1. "The Seven Angels" – 14:17
2. "No Return" – 4:29
3. "The Looking Glass" – 4:53
4. "In Quest for" – 3:54
5. "The Final Sacrifice" – 5:02
6. "Neverland" – 5:00
7. "Anywhere" – 5:29
8. "Chalice of Agony" – 6:00
9. "Memory" – 5:44
10. "Into the Unknown" – 4:29

-Alle Lieder wurden von Tobias Sammet geschrieben.

## Besetzung
- Gabriel Laymann - Tobias Sammet - alle Lieder
- Lugaid Vandroiy - Michael Kiske, - Lieder 1 und 2
- Bruder Jakob - David DeFeis - Lieder 1 und 5
- Bailiff Falk von Kronberg - Ralf Zdiarstek - Lied 9
- Anna Held - Sharon den Adel (Within Temptation) - Lied 10
- Bischoff Johann Adam von Bicken - Rob Rock (ex-Axel Rudi Pell, Driver, Impellitteri) - Lieder 1 und 6
- Clemens VIII. - Oliver Hartmann (ex-At Vance) - Lied 1
- Elderane (Elf) - Andre Matos - Lieder 1, 2 und 8
- Regrin (Zwerg) - Kai Hansen - Lieder 1 und 8
- Stimme vom Turm - Timo Tolkki - Lied 1
- Baum des Wissens - Bob Catley -Lied 3 und 4

Band:
- Henjo Richter - Gitarre
- Markus Grosskopf - Bass
- Tobias Sammet - Bass bei Lied 10
- Alex Holzwarth - Schlagzeug

Gastmusiker:
- Jens Ludwig - Gitarre bei Liedern 5 und 9
- Norman Meiritz - Gitarre bei Lied 10
- Frank Tischer - Klavier bei den Liedern 1, 4 und 7
- Eric Singer - Schlagzeug bei Lied 10
- Timo Tolkki - Gitarre bei Lieder 1 und 10

## Rezension
Rezensator.de schrieb "The Metal Opera II kann man qualitativ in einem Atemzug mit dem ersten Teil nennen. Musikalisch wirkt das Album anders, überraschend sind die recht eingängigen Songs. "
Auf Vampster.com ist ein Review zu lesen, in dem steht: "Für mich ist "Avantasia-The Metal Opera II" DAS Highlight des Jahres, weil es in allen Belangen überzeugen kann und durch die Vielschichtigkeit auch nach dem zehnten Durchlauf eine Menge zu entdecken gibt. Klasse!"
Das Album erreichte Platz 35 der deutschen Albencharts.